# Веларде, Эфраин
Эфраи́н Вела́рде Кальви́льо (исп. Efraín Velarde Calvillo; родился 18 апреля 1986 года в Мехико, Мексика) — мексиканский футболист, защитник. Выступал в сборной Мексики.

## Клубная карьера
Веларде воспитанник футбольной академии клуба «УНАМ Пумас». 15 мая 2004 года в матче против «Монтеррея» он дебютировал в мексиканской Примере, заменив Дарио Верона. В том же году Эфраин стал чемпионом Мексики, выиграв с клубом Апертуру и Клаусуру. В сезоне 2009 он в третий раз стал чемпионом. К тому времени Веларде был уже основным защитником команды. В 2011 году он вновь стал победителем первенства Мексики.
Летом 2014 года Веларде перешёл в «Монтеррей». 20 июля в матче против «Леонес Негрос» он дебютировал за новую команду.
В начале 2017 года Эфраин перешёл в «Толуку». 8 января в матче против «Атласа» он дебютировал за новый клуб.

## Международная карьера
4 сентября 2011 года в товарищеском матче против сборной Чили Веларде дебютировал за сборную Мексики. В 2013 году Эфраин принял участие в Золотом кубке КОНКАКАФ. На турнире он сыграл в матчах против Канады и Панамы.
Летом 2015 года Эфраин попал в заявку на участие Кубке Америки в Чили. На турнире он сыграл в матче против Эквадора.

## Достижения
Командные
 УНАМ Пумас
- Чемпионат Мексики по футболу — Клаусура 2004
- Чемпионат Мексики по футболу — Апертура 2004
- Чемпионат Мексики по футболу — Клаусура 2009
- Чемпионат Мексики по футболу — Клаусура 2011